# ネドゥンティヴ島

ネドゥンティヴ島（タミル語: நெடுந்தீவு, シンハラ語: ඩෙල්ෆ්ට්）は、スリランカ北西部ポーク海峡にある島。旧称はデルフト島。面積は50 km2でほぼ楕円形、南北最長8km、東西最長6km。
平坦な島であり、砂浜と珊瑚礁によって囲まれている。タミル人が少数ながら住んでおり、その多くは島の北側にある海岸に住んでいる。土壌は弱酸性であり、パルミラヤシや灌木、草などが生えている。またパパイヤやバナナも住民の家には生えている。西海岸にはチョーラ朝時代に建てられた寺院や、オランダ植民地時代の要塞跡が残されている。住民たちは浅い井戸から水を得ているが、若干の塩分を含む。またスリランカ内戦中の2008年には沿岸で海戦が行われた。また、島にはオランダ時代に移入された馬が野生化して生息している。

## ギャラリー

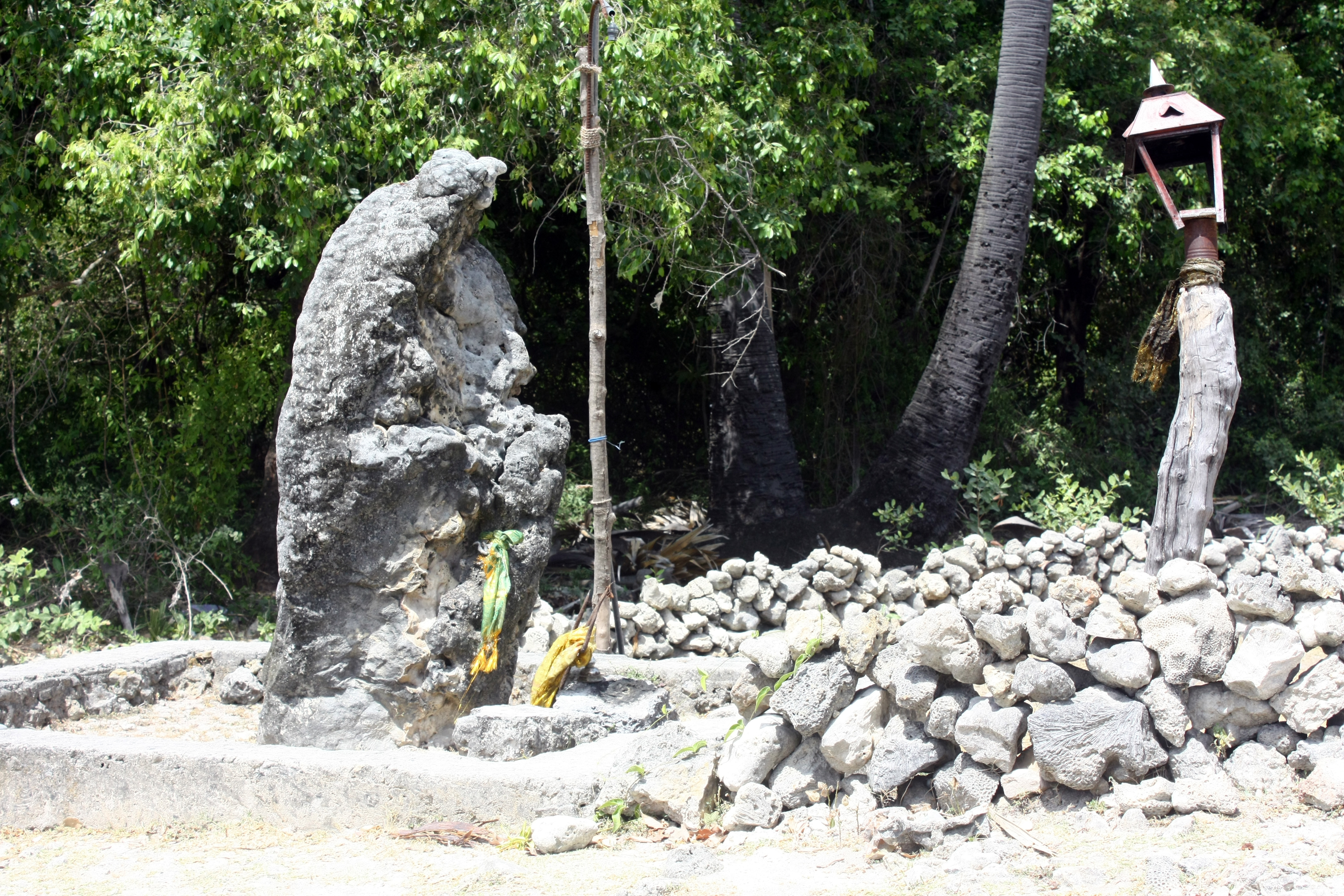
グローイング・ロック
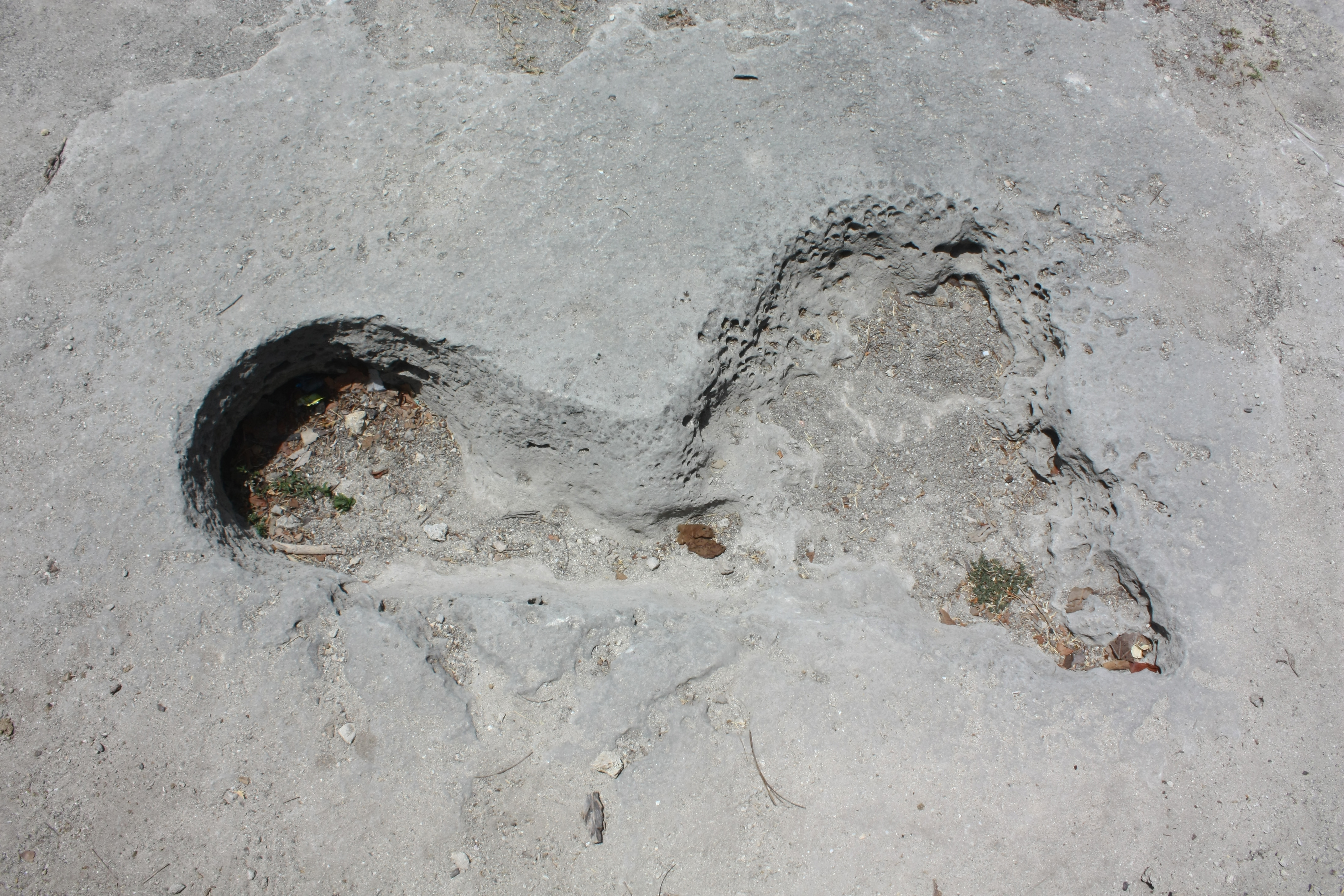
ジャイアント・フットプリント
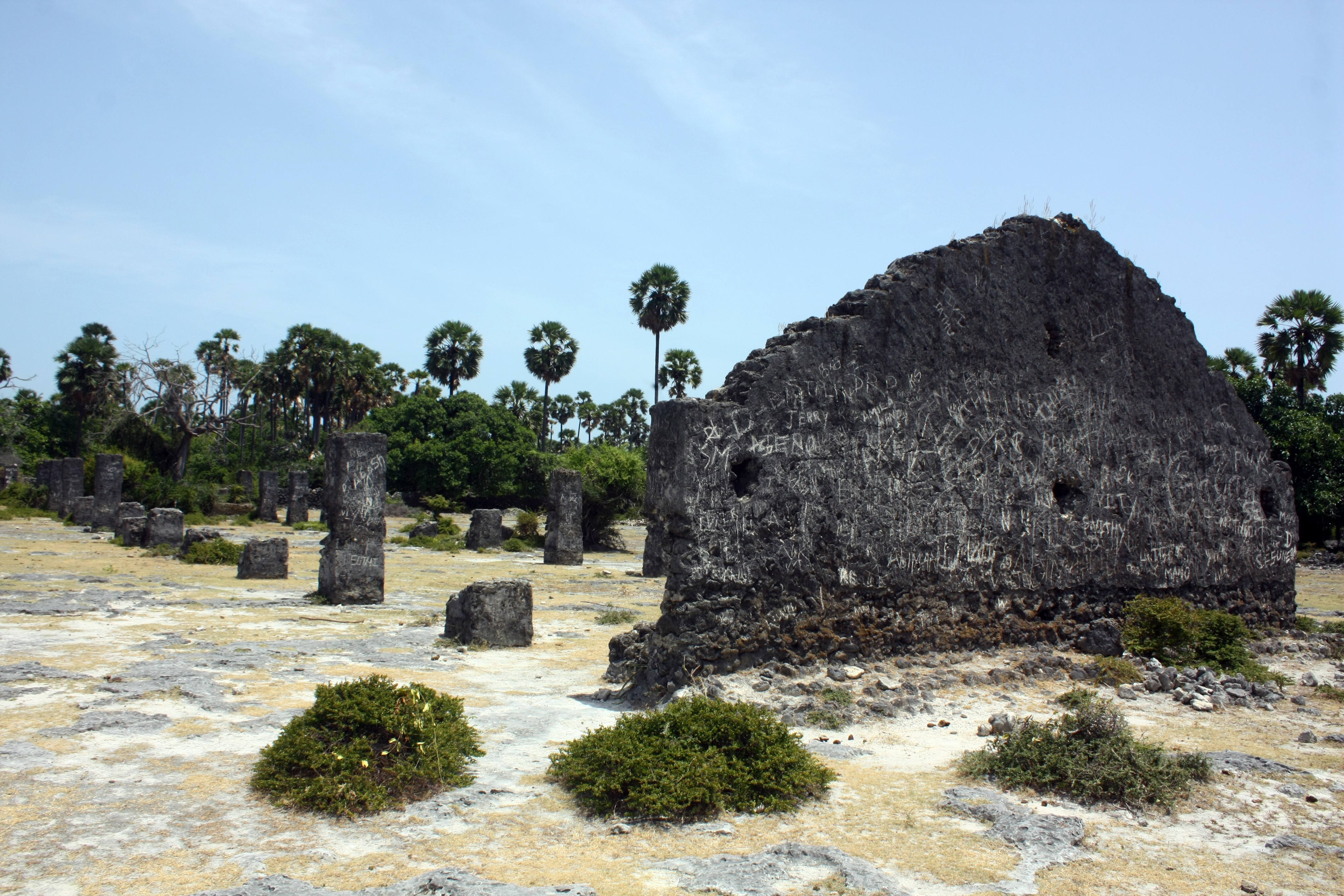
厩舎跡
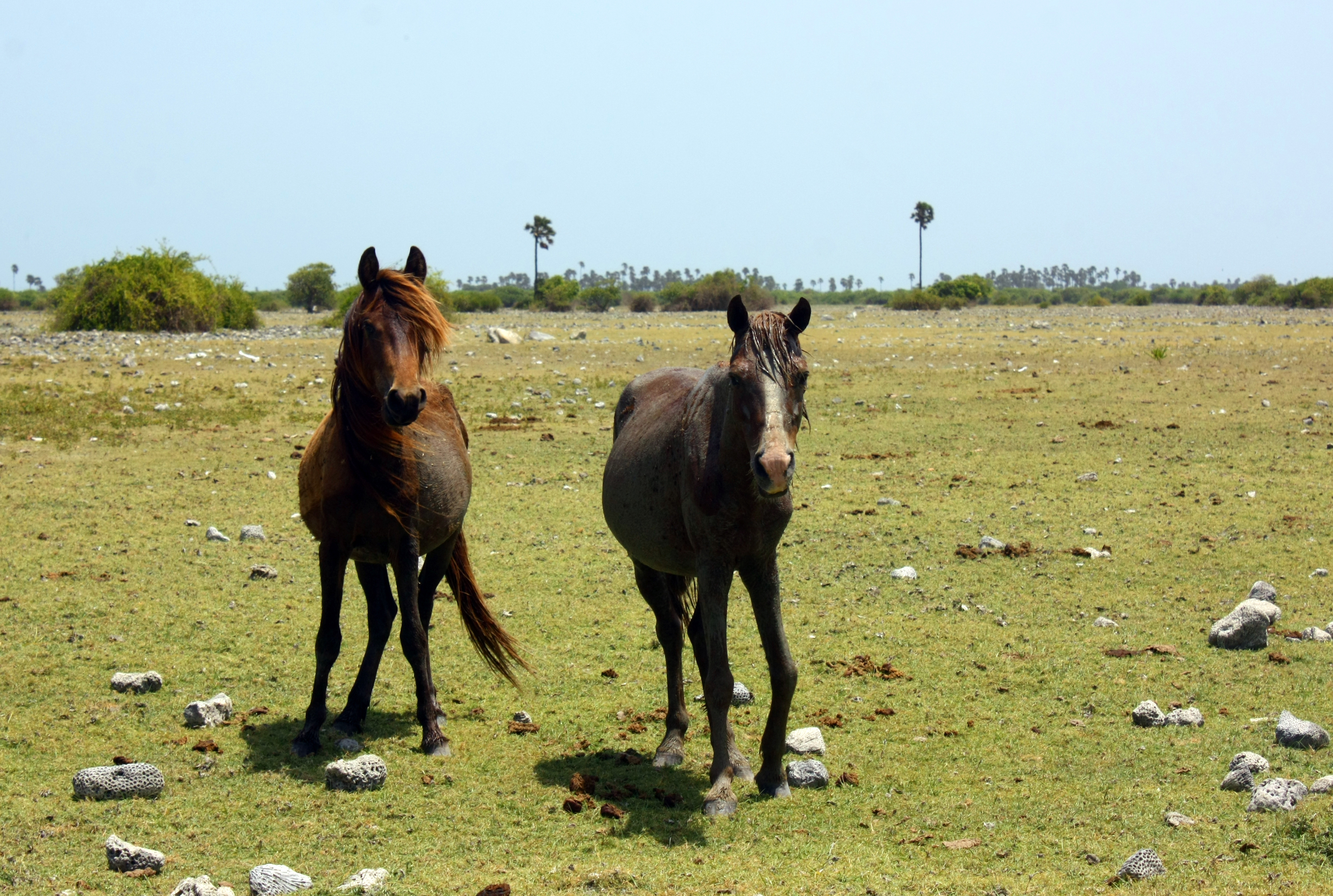
野生のポニー
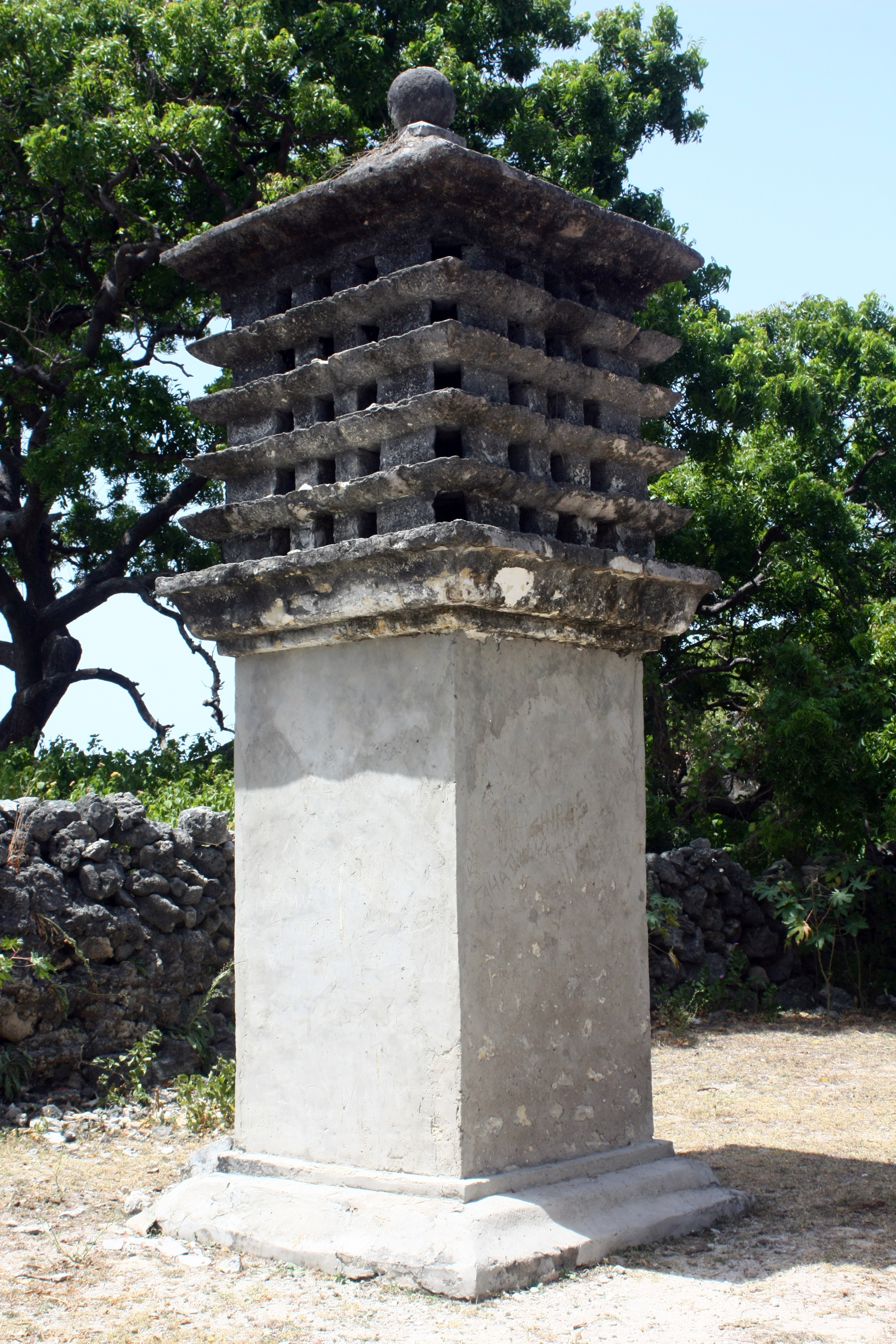
植民地時代に使用されていた鳥籠
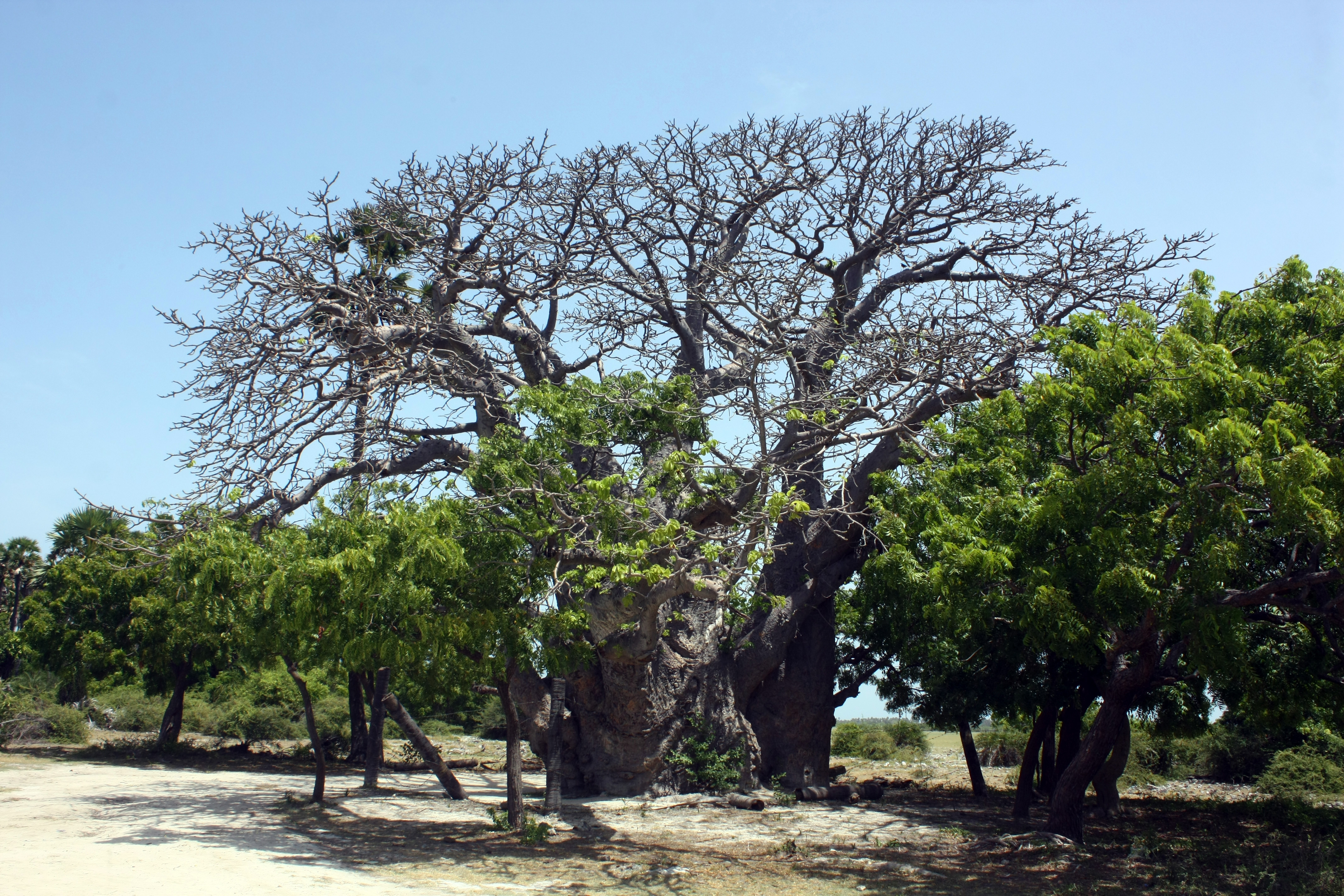
7世紀に移入されたバオバブの木。
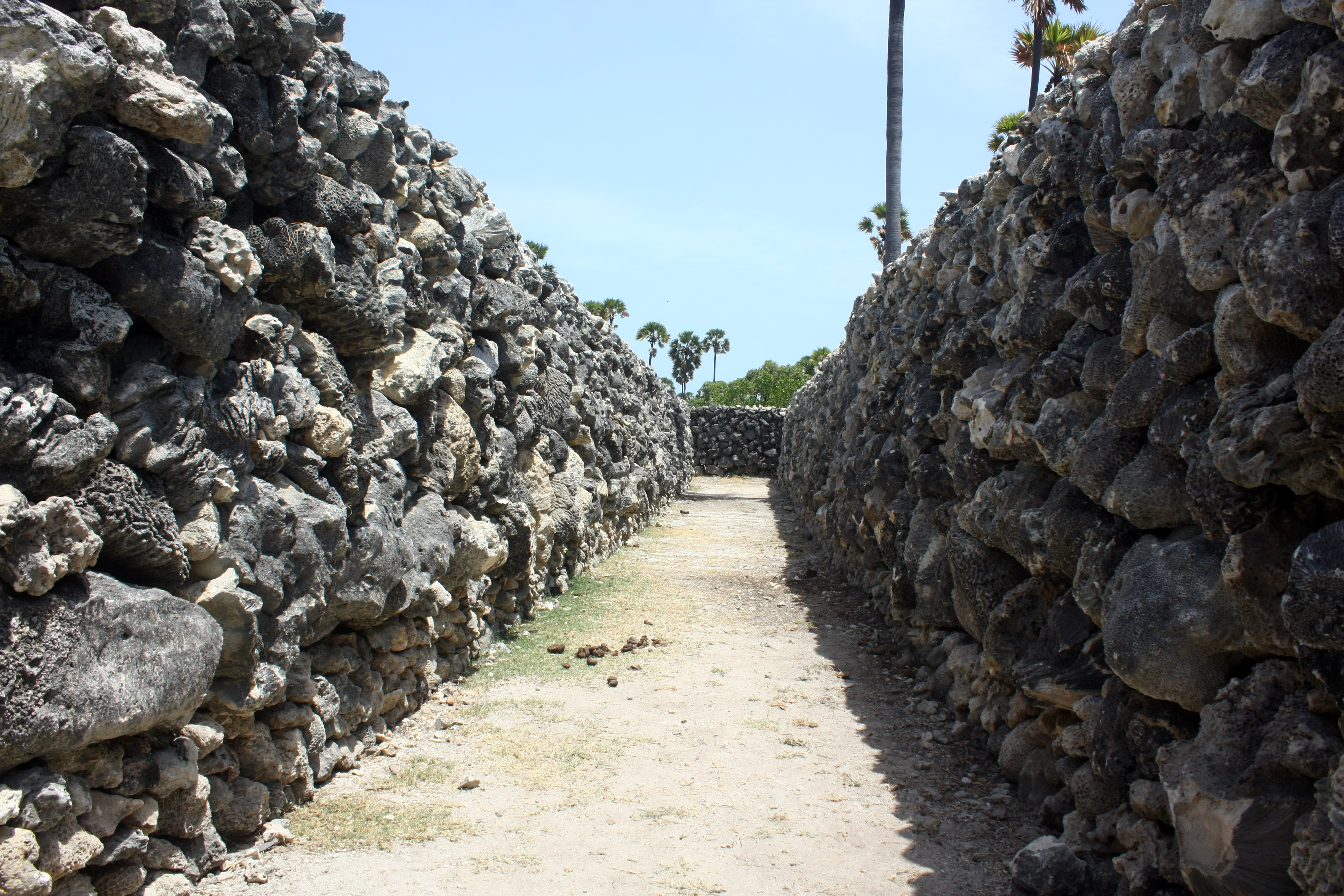
サンゴでできた壁
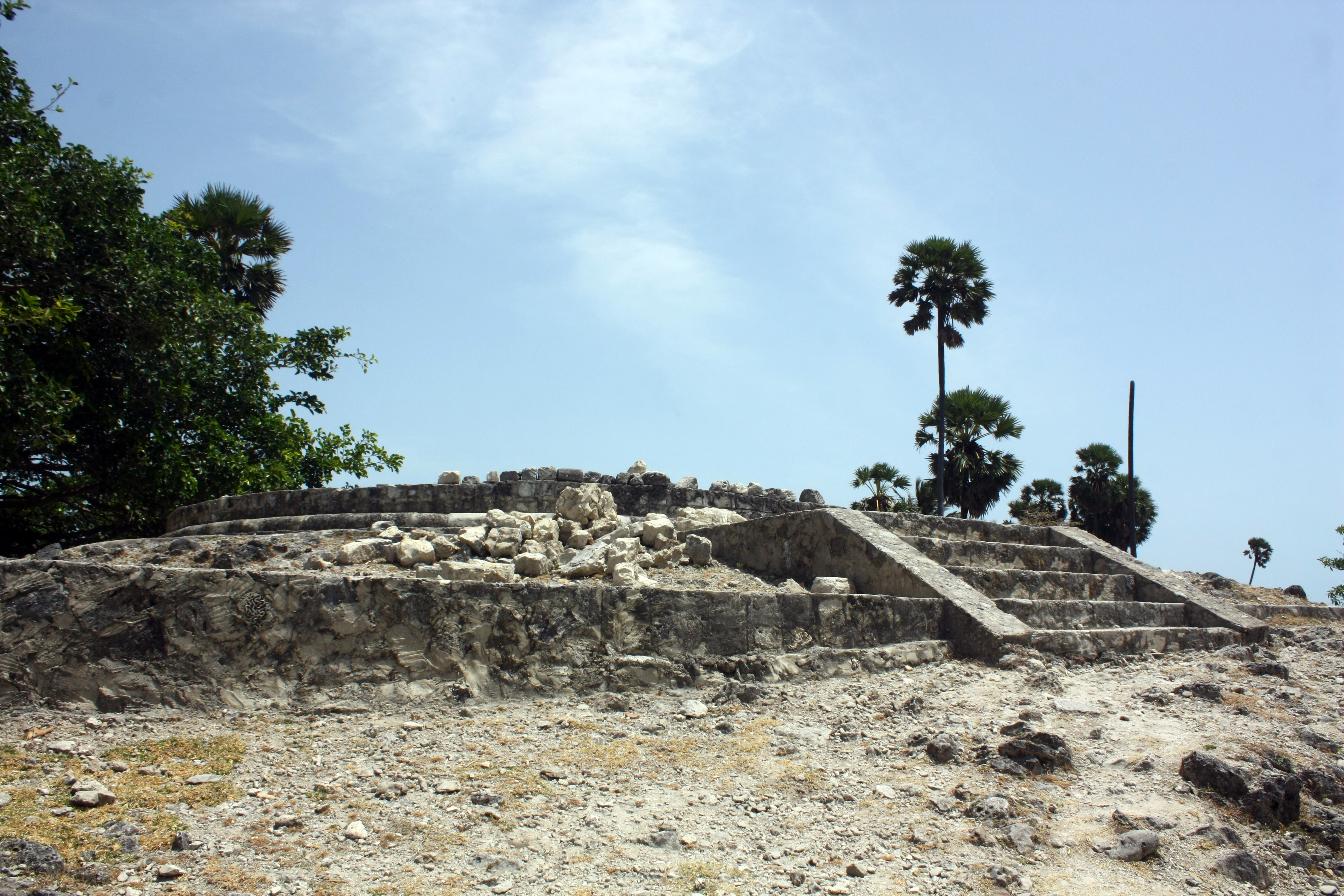
古代の寺の遺跡
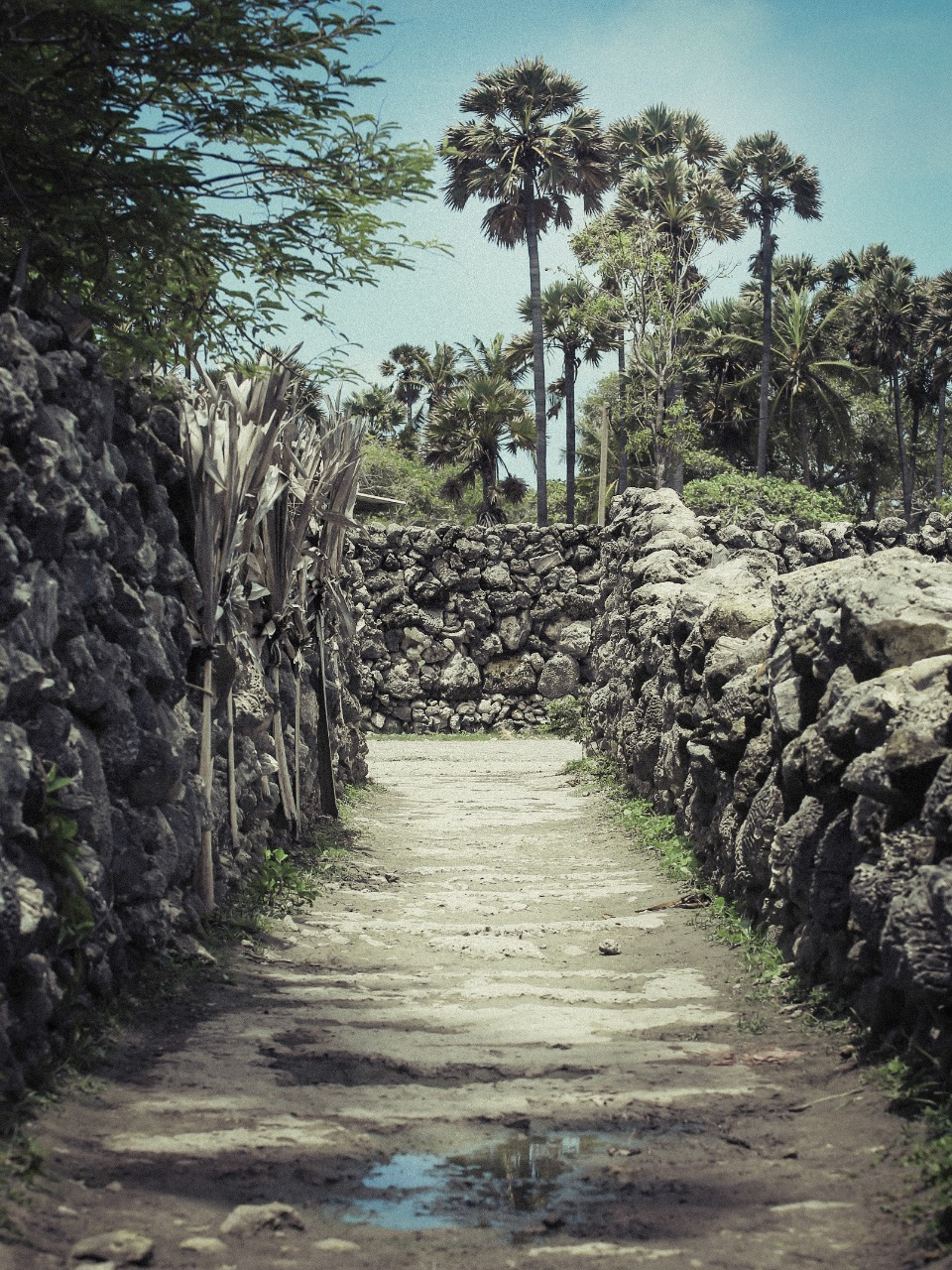
サンゴでできた壁